# Іванищі (Старицький район)
Іванищі (рос. Иванищи) — присілок в Старицькому районі Тверської області Російської Федерації.
Населення становить 13 осіб. Входить до складу муніципального утворення Архангельське сільське поселення.

## Історія
Від 2005 року входить до складу муніципального утворення Архангельське сільське поселення. Раніше населений пункт належав до Архангельського сільського округу.

## Населення
| 1859 | 1886 | 2002 | 2010 |
| ---- | ---- | ---- | ---- |
| 186  | ↘159 | ↘13  | →13  |